# وافل

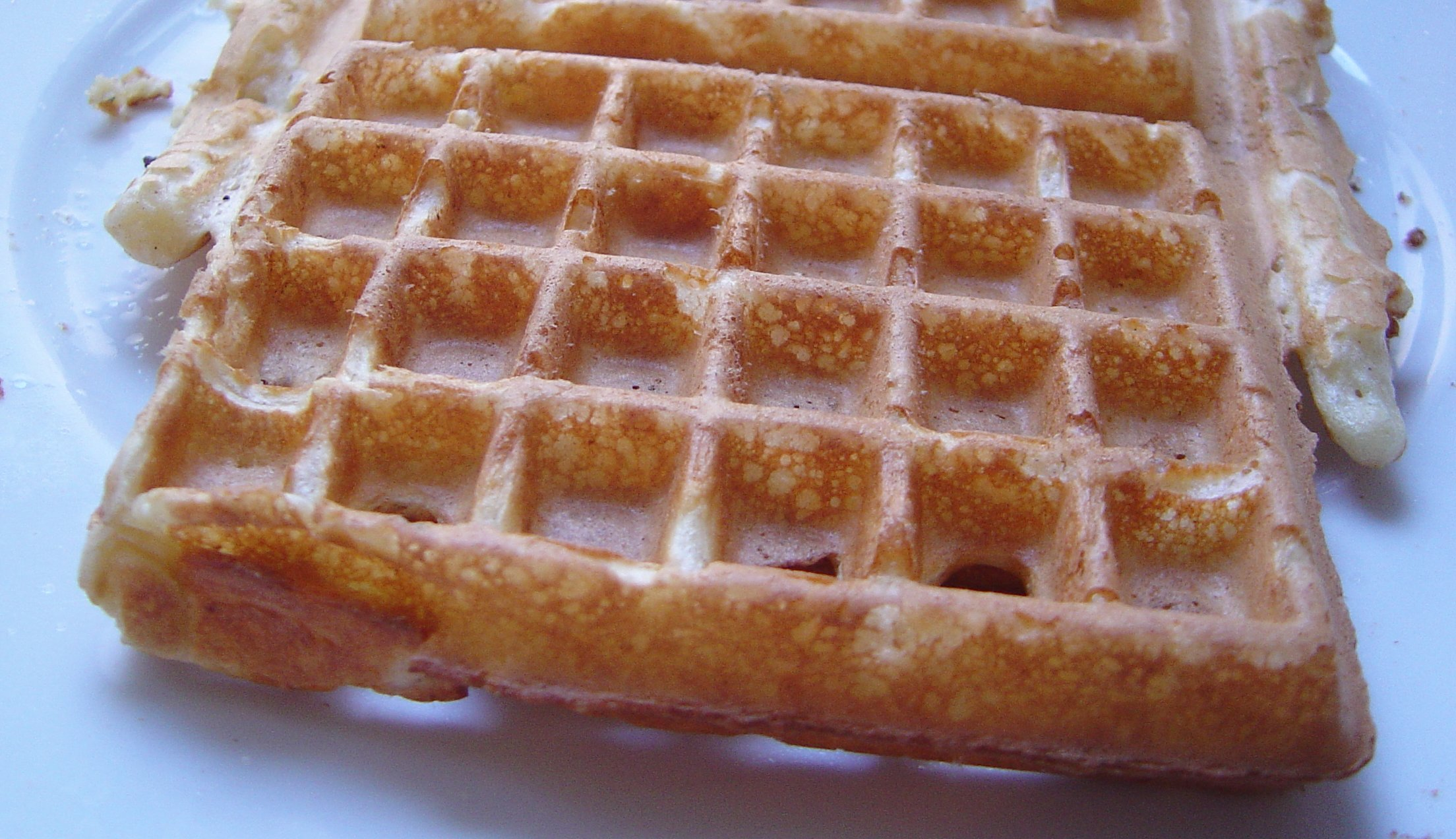
وافل به سبک بروکسل

وافِل (به انگلیسی: waffle) نام نانی ترد و شیرین است که به بیسکوئیت بی‌شباهت نیست و از ترکیب آرد و شکر و روغن و تخم مرغ و گاهی ماست به دو صورت سنتی و صنعتی تولید می‌شود. وافل یکی از شیرینی‌های خوشمزه و محبوب در سرتاسر جهان است. این شیرینی معمولا با قالب‌های پنجره‌ای پخته شده و در بیشتر موارد آن را با عسل، شکلات، خامه، بستنی یا میوه سرو می‌کنند. این شیرینی محبوب در اندازه، شکل، طعم و طرز تهیه در کشور‌های مختلف دارای تفاوت‌هایی ست. تاریخچه پخت وافل به هزاران سال قبل باز می‌گردد. از همان دوران روم و یونان باستان مردم از دو صفحه‌ی فلزی که درون آن خمیر را قرار می‌دادند برای پخت وافل استفاده می‌کردند تا به امروز که انواع دستگاه‌های متفاوت برای این کار وجود دارد.

## انواع
- کرپ (پنکیک نازک)
- پنکیک
- نان شیرمال
- تُست فرانسوی (نان شیرمال سرخ‌کرده)
- تائیاکی
- وافل شیره‌دار (stroopwafel)
- پیتزله
- لاتکه